# Guy de Malesec
Guy de Malesec (né à Tulle, mort le 8 mars 1412 à Paris) est un évêque et cardinal français. Du fait de son ancienneté au rang de cardinal, il joua un rôle important dans l'élection de l'antipape Benoît XIII. Son nom s'écrit aussi Maillesec ou Malesset.

## Biographie
Il est né dans une famille noble du Limousin. Il est à la fois neveu du pape Clément VI par son père et neveu du pape Grégoire XI par sa mère.
Il fut évêque de Lodève en 1370 puis évêque de Poitiers en 1371. En 1375, il fut nommé à l'église de la Sainte-Croix-de-Jérusalem et élevé au rang de cardinal par Grégoire XI. Il fut ensuite évêque de Palestrina de 1384 à 1412. Étant donné le schisme de l'époque, sa nomination par Avignon fut contestée par Francesco Moricotti Prignani, archevêque de Pise.
Il était doyen du sacré collège des cardinaux dans l'obédience d'Avignon d'août 1405 à juin 1409, lorsqu'il participa au Concile de Pise et à l'élection de l'antipape « pisan » Alexandre V. Il resta le doyen du sacré collège sous l'obédience de Pise.